# 氷見市立久目小学校
氷見市立久目小学校（ひみしりつ くめしょうがっこう）は富山県氷見市にあった公立小学校。

## 沿革
- 2020年　閉校

## 通学区域
触坂　桑院　見内　久目　棚懸　岩瀬　老谷　赤毛　坪池

## 進学先
- 氷見市立西部中学校

## 周辺
- 富山県道・石川県道76号氷見惣領志雄線